# بارينغتون (رود آيلاند)
بارينغتون (بالإنجليزية: Barrington, Rhode Island)‏ هي بلدة تقع بولاية رود آيلاند في الولايات المتحدة. تبلغ مساحتها 39.9 (كم²)، وترتفع عن سطح البحر 2 م، بلغ عدد سكانها 16310 نسمة في عام 2010 حسب إحصاء مكتب تعداد الولايات المتحدة وتصل الكثافة السكانية فيها 748.2 نسمة/كم2.

## أعلام
- إدوارد إف. ويلش جونيور
- كارولين داني رايت
- هنري ديويت هاميلتون
- ديفيد أنغيل

## وصلات خارجية
- Town of Barrington Official Web Site
- The US50 - Cities and Towns in Rhode Island State
- Rhode Island Cities and Towns, Facts, Map, Flag, Colleges, Government, and More